# James Yaegashi
James Yaegashi é um ator nipo-americano.

## Infância e educação
James Yaegashi nasceu em Yokohama e cresceu em Yamagata, filho de um pai japonês e uma mãe americana. Ao se formar no ensino médio, ele se mudou para a América e se graduou em atuação e direção na Universidade de Missouri-Kansas City. Ele se mudou para Nova York com sua esposa em 1998.

## Carreira
James Yaegashi atuou em várias produções de palco, incluindo como o Sr. Yunioshi em uma produção em palco do musical Breakfast on Tiffany's. Yaegashi foi escalado omo Robert Minoru na série original do Hulu, Marvel's Runaways.

## Filmografia
| Ano  | Título                                 | Papel                           | Notas   |
| ---- | -------------------------------------- | ------------------------------- | ------- |
| 1999 | The Thomas Crown Affair                | Executivo da Crown Acquisitions |         |
| 1999 | Spin the Bottle                        | Cole                            |         |
| 2000 | Lisa Picard Is Famous                  | Alex                            |         |
| 2001 | Thirteen Conversations About One Thing | Assistente                      |         |
| 2007 | Superheroes                            | James                           |         |
| 2007 | Noise                                  | Empresário Japonês              |         |
| 2008 | The Collective                         | O Zelador                       |         |
| 2011 | Lefty Loosey Righty Tighty             | —                               | Diretor |
| 2012 | Man on a Ledge                         | Técnico Policial                |         |

| Ano       | Título            | Papel         | Notas                    |
| --------- | ----------------- | ------------- | ------------------------ |
| 2008      | Cashmere Mafia    | Frederic      | Episódio: "Pilot"        |
| 2016      | Madam Secretary   | Rick          | Episódio: "Unity Node"   |
| 2016      | Demolidor         | Leader        | Episódio: "Regrets Only" |
| 2017–2019 | Marvel's Runaways | Robert Minoru | Elenco principal         |

| Ano  | Título                         | Papel            | Notas        |
| ---- | ------------------------------ | ---------------- | ------------ |
| 2003 | Take Me Out                    | Takeshi Kawabata | Broadway     |
| 2005 | A Naked Girl on the Appian Way | Bill Lapin       | Broadway     |
| 2013 | Breakfast at Tiffany's         | I. Y. Yunioshi   | Broadway     |
| 2014 | The Oldest Boy                 | Pai              | Off-Broadway |

| Ano  | Título                           | Papel                                |
| ---- | -------------------------------- | ------------------------------------ |
| 2004 | Grand Theft Auto: San Andreas    | Woozie                               |
| 2007 | BioShock                         | Dr. Yi Suchong                       |
| 2008 | Grand Theft Auto IV              | Charlie / A Multidão de Liberty City |
| 2014 | BioShock Infinite: Burial at Sea | Yi Suchong / Garçom                  |

## Vida pessoal
Yaegashi é casado e tem dois filhos. Ele também é bilingual.